# Nantes Rugby XIII
Maillots
Le Nantes Rugby XIII (anciennement Bretagne Nantes XIII (ou BN XIII), est un club de rugby à XIII situé à Nantes (Loire-Atlantique). Le NR XIII, fondé en 1936, soit seulement 2 ans après la création de la fédération, est l'un des plus vieux clubs de rugby à XIII français, même si le club échoue à lancer une équipe professionnelle en 1939.
Il compte pour la saison 2010-2011, 7 équipes : les séniors masculins engagés en Championnat de France Nationale 2 Poule Aquitaine, les séniors féminines engagées en Élite du Championnat de France de rugby à XIII féminin, une équipe loisir, une équipe vétéran, une équipe de cadets engagés en Championnat de France Poule Aquitaine avec la sélection de la Loire-Atlantique, une équipe de minimes engagés également en Championnat de France Poule Aquitaine avec la sélection de Loire-Atlantique et l'école de rugby.
Reprise de la compétition sénior masculin à compter de Septembre 2020 en fédérale 3.

## Histoire

### La création du Club (1936-1960)
Le club a été créé seulement 2 ans après l'arrivée du rugby à XIII sur le sol français. Il ne s'est arrêté que pendant l'interruption imposée par le gouvernement de Vichy. La fin de la guerre lui permit un nouveau démarrage.

### Les années 1960
Les années 1960 ont été les plus fastes pour le rugby à XIII nantais. Les jeunes pousses de l'école de rugby remportent le critérium national en 1958, 1959, 1960 et 1961, formant quelques grands joueurs qui porteront quelques années plus tard les couleurs de l'équipe de France amateur (Jean Diebold, Jean Kervadec, Yves Kervadec...). En outre, Nantes XIII frôle par trois fois l'élite mais s'incline lors des prolongations des finales de Nationale 2 face à Pia en 1959, lors des demi-finales face à Saint Estève XIII en 1960 et enfin lors d'une demi-finale perdue en 1969 contre Saint Jacques de Carcassonne. Enfin, la région nantaise voit l'essor de 4 nouveaux clubs, par exemple ceux de  (Carquefou, Reze, Saint Sébastien et Les Dervalières), ce nombre atteignant même le nombre de dix dans les pays de la Loire.

### 1974, l'erreur de la fédération
Alors que Nantes XIII accède à la DN2, les autres clubs de la région sont « abandonnés » financièrement par la fédération et passent au rugby à 15[réf. nécessaire].
Depuis, le club du Bretagne Nantes XIII se maintient, avec des hauts et des bas, compte tenu notamment des difficultés dues à son éloignement géographique des autres clubs et des coûts financiers que cela engendre.

### Les années 2000, un renouveau
Grâce au travail de Gwendal Carré[réf. nécessaire], alors emploi jeune dans le club, le Bretagne Nantes XIII connait un souffle nouveau. De nouvelles licences sont signées chaque année, ce qui permet de renforcer l'effectif  et de créer de nouvelles équipes ainsi que l'école de rugby. En 2010, l'équipe féminine renaît après fusion avec un club local et évolue désormais en Elite. Nantes confirme ainsi sa place dans le paysage treiziste français.
En 2018, il est annoncé que le club disputera un challenge quadrangulaire, comprenant les équipes de Nanterre, Corbeil et Roanne; la compétition se déroule en matchs aller et retour suivis de phases finales.

## Un club qui «essaime» en Loire-Atlantique
Le club apparait comme au centre d'un mouvement de développement du rugby à XIII en Loire-Atlantique, à la fin des années 2010. L'idée est que Nantes XIII bénéficie de l'apport de structures satellites comme les différentes écoles de rugby comme l’école de Vertou, ou de Montbert, qui disputent des tournois entre elles. Il y a également le club voisin des Kangourous de Vertou, qui peut compter sur un effectif d'une centaine de joueurs, toutes catégories confondues.
| Rezé Clos Toreau Kangourous · de Vertou École · de Montbert |

## Palmarès et joueurs remarquables

### Palmarès
- 1959 : Finaliste de Nationale 2
- 1960-1961 : 1/4 de finale de la coupe de France. Vainqueur de la coupe de l'Ouest.
- 1961-1962 : 1/2 finale de la coupe de France. 1/4 de finale du Championnat de France
- 1962-1963 : 1/4 de finale du Championnat de France. Équipe junior finaliste au Championnat de France.
- 1963-1964 : Finaliste au Championnat de France.
- 1965-1966 : 1/4 de finale du Championnat de France.
- 1968-1969 : 1/4 de finale du Championnat de France.
- 1970-1971 : 1/8 de finale du Championnat de France.
- 1971-1972 : 1/8 de finale du Championnat de France. 1/8 de finale du Championnat de France Junior.
- 1972-1973 : 1/16 de finale du Championnat de France.
- 1973-1974 : 1/16 de finale du Championnat de France.
- 1977-1978 : 1/4 de finale du Championnat de France.
- 1979-1980 : 1/8 de finale du Championnat de France.
- 1984-1985 : 1/8 de finale du Championnat de France.
- 1990-1991 : 1/8 de finale du Championnat de France.
- 1993-1994 : 1/2 de finale du Championnat de France.
- 1998-1999 : 1/8 de finale du Championnat de France. Équipe féminine finaliste au Championnat de France.
- 2010-2011 : Équipe féminine finaliste au Championnat de France Élite 2.
- 2015-2016 : Équipe féminine demi- finaliste au Championnat de France Élite 2[Ref 3]

### Joueurs ou personnalités emblématiques
- Jean Claverie, équipe de France amateur
- Pierre Le Tutour, équipe de France junior 1961.
- Jean Kervadec, Jacky Gacon, équipe de France amateur 1963.
- Armand Jobe, Yves Kervadec, équipe de France amateur 1964.
- Jean-Jacques Combes, équipe de France amateur 1966.
- Alain Diebold, Roger Jean, équipe de France junior 1966.
- Jean-Luc Thorin, Critérium du Jeune Rugbyman.
- Emile Barbaresco, équipe de France
- Serge Marty, Michel Almaric, équipe de France militaire.
- Yannick Mantese, équipe de France A
- Éric Mantese, équipe de France
- Jérôme Cassan, équipe de France Universitaire 1994-1995
- Jean-Christophe Combes, équipe de France fédérale 1992
- Michaël Cousseau, équipe de France militaire 1999
- Rachel Cousseau[Ref 3], Caroline Fere et Aveline  Fraire, équipe de France féminine 1999.
- Marine Janvier[10], équipe de France féminine 2010

## Autres notes et références
1. ↑   Ouest France, 20 octobre 2010
2. ↑  Louis Bonnery, Le rugby à XIII le plus français du monde, Annexe 5 États des Associations de la L.F.XIII en 1939. Répartition par comités, Limoux, Cano&Franck, 1996, 489 p. (ASIN B000X3Z932), p. 73
« Nombreuses tentatives de départ d'un club "pro" à Nantes. La dernière, vaine, en 1939-40 »
3. 1 2 3  Aimé Mouret (préf. Gérard Batisse), Le Who's who du rugby à XIII, Nantes XIII, Toulouse, Éditions de l'Ixcéa, décembre 2011, 291 p. (ISBN 978-2-84918-118-8), p. 187
4. ↑  Sportdating, 18 octobre 2010.
5. ↑   Ouest France, 22 octobre 2010.
6. ↑   Ouest France, 8 février 2011.
7. ↑   Ouest France, 22 octobre 2010
8. ↑   Ouest France, 13 juin 2010
9. ↑  Aimé Mouret (préf. Gérard Batisse), Le Who's who du rugby à XIII, Le Vertou XIII, Toulouse, Éditions de l'Ixcéa, décembre 2011, 291 p. (ISBN 978-2-84918-118-8), p. 158
10. ↑  Sportdating, 20 janvier 2011

- Archives du Bretagne Nantes XIII
- Notes personnelles de Gwendal Carré[source insuffisante]